# Enseignement de spécialité
Pour des articles plus généraux, voir Baccalauréat général et Réforme du baccalauréat général et technologique et réforme du lycée.
La réforme du baccalauréat général et technologique et réforme du lycée mise en œuvre sous le gouvernement Philippe II par Jean-Michel Blanquer supprime les trois filières du baccalauréat général, à savoir la littéraire, l'économique et sociale et la scientifique. Dorénavant, ces trois séries sont remplacées par douze enseignements de spécialité. L'élève doit en choisir trois en classe de première générale, puis doit en conserver deux en terminale générale.

## Coefficients et horaires
La spécialité abandonnée en classe de première compte pour 8 % de la note du baccalauréat et sera notée en contrôle continu. Les deux spécialités conservées en terminale représentent 32 % de la note totale, et sont évaluées en épreuves terminales.
En classe de première, les spécialités sont dispensées quatre heures par semaine chacune. Les deux spécialités restantes sont enseignées durant six heures par semaine chacun en classe de terminale.

## Liste des enseignements de spécialité

### Arts
L'enseignement de spécialité Arts rassemble les sous-spécialités Arts du cirque, Arts plastiques, Arts du cinéma, Danse, Histoire des arts, Musique et Théâtre.

### Biologie-écologie
Uniquement proposé dans les lycées agricoles, l'enseignement de spécialité Biologie-écologie forme les élèves à l'agronomie, l'écologie et la santé.

### Histoire-géographie, géopolitique et sciences politiques
L'enseignement de spécialité Histoire-Géographie, Géopolitique et Sciences politiques (HGGSP) propose aux élèves d'étudier les différents enjeux du monde contemporain. Les différents thèmes abordés au sein de cet enseignement de spécialité sont :
- En classe de Première  :
- Thème 1 : Comprendre un régime politique : la démocratie
- Thème 2 : Analyser les dynamiques des puissances internationales
- Thème 3 : Étudier les divisions politiques du monde : les frontières
- Thème 4 : S’informer : un regard critique sur les sources et modes de communication
- Thème 5 : Analyser les relations entre États et religions

- En classe de Terminale  : 
- Thème 1 – De nouveaux espaces de conquête
- Thème 2 – Faire la guerre, faire la paix : formes de conflits et modes de résolution

- Thème 3 – Histoire et mémoires
- Thème 4 – Identifier, protéger et valoriser le patrimoine : enjeux géopolitiques

- Thème 5 – L’environnement, entre exploitation et protection : un enjeu planétaire

- Thème 6 – L’enjeu de la connaissance

Ils permettent de traiter une question politique à partir d'un approfondissement historique et géographique sous forme de cours magistraux mais également des études de cas appelées jalons, ils visent à donner des exemples concrets en liens avec l'axe étudié. 

### Humanités, littérature et philosophie
L'enseignement de spécialité Humanités, littérature et philosophie (HLP) réfléchit aux grandes questions de l'humanité en étudiant la littérature et la philosophie depuis l'Antiquité. Il aborde notamment les pouvoirs de la parole et les représentations du monde en Première, puis la recherche de soi et l'humanité en question en Terminale, en travaillant à l'argumentation. Cet enseignement de spécialité a la particularité d'être enseigné par deux enseignants de matières à la fois différentes mais liées ici : un enseignant de lettres et un enseignant de philosophie.

### Langues, littératures et cultures étrangères et régionales
L'enseignement de spécialité Langues, littératures et cultures étrangères et régionales (LLCER) propose d'étudier une langue étrangère ou régionale et d'acquérir une culture approfondie dans ce domaine (littéraire, artistique, cinématographique, historique...).

### Littérature, langues et cultures de l'Antiquité
L'enseignement de spécialité Littérature, langues et cultures de l'Antiquité (LLCA) propose d'étudier la langue, la littérature, l'histoire et les civilisations grecque et romaine.

### Mathématiques
En classe de première, le programme de mathématiques est fondé sur trois domaines principaux : algèbre et géométrie, probabilité et statistique, algorithmes et programmation. Ainsi, les notions de suites numériques, fonctions polynôme du second degré, fonctions exponentielles, géométrie repérée, variables et probabilités sont abordées. 
En classe de terminale, les domaines abordés l'année précédente sont approfondis et les notions de vecteur, orthogonalité, distances dans l'espace, calcul intégral, loi des grands nombres, ainsi que fonctions sinus et cosinus sont étudiées. 

### Numérique et sciences informatiques
L'enseignement de spécialité Numérique et sciences informatiques (NSI) propose d'étudier l'informatique et est particulièrement centré sur l'apprentissage de la programmation.

### Physique-chimie
Le programme de la spécialité physique-chimie se fonde sur quatre thèmes : constitution et transformations de la matière, mouvement et interactions, ondes et signaux et l'énergie et ses conversions. Il permet par ailleurs d'acquérir des compétences expérimentales. 

### Sciences de l'ingénieur
L'enseignement de spécialité Sciences de l'ingénieur propose de faire découvrir la démarche d'ingénierie. Les principaux thèmes sont l'humain, l'ecodesign et les territoires.

### Sciences de la vie et de la Terre
L'enseignement de spécialité sciences de la vie et de la Terre (SVT) permet de découvrir en détail les différents domaines de la biologie et de la géologie, tels que l'immunologie, l'anatomie, la microbiologie, la génétique, la géodynamique, la climatologie... et leurs applications actuelles. Il permet par ailleurs d'acquérir des compétences expérimentales.

### Sciences économiques et sociales
L'enseignement de spécialité Sciences Economiques et Sociales vise à approfondira les notions vues par les élèves en seconde, soit les bases de l'économie, de la sociologie et des sciences politiques, avec une ouverture sur la psychologie.

### Éducation physique, pratiques et cultures sportives
Le 8 décembre 2020, Jean-Michel Blanquer annonce la création d'un enseignement de spécialité Éducation physique, pratiques et cultures sportives pour la rentrée 2021.